# Musa Çelebi

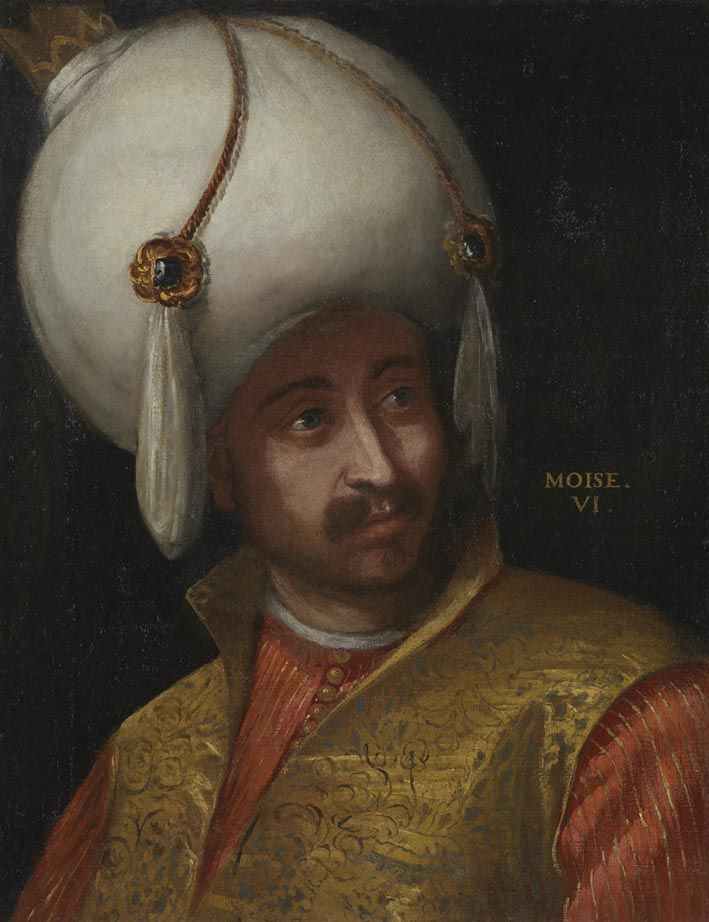
Paolo Veronese: Bildnis des Sultans Moise, zwischen 1528 und 1588

Musa Çelebi († 5. Juli 1413) war ein osmanischer Prinz (Şehzade) und einer der Teilherrscher während des Osmanischen Interregnums.

## Leben
Musa wurde als jüngster Sohn von Sultan Bayezid I. geboren. Über die Mutter ist nicht viel bekannt. Nach der Schlacht bei Ankara, in der  Bayezid I. von Timur besiegt wurde, wurden Musa und Bayezid Kriegsgefangene des turkmongolischen Herrschers. Nach dem Tod Bayezids im Jahr 1403 wurde sein Sohn freigelassen. Timur hatte längst das Interesse an Anatolien verloren und sich gen Fernost zurückgezogen, nachdem er die Beyliks befreit hatte. Musa kehrt in das Osmanische Reich zurück und übernahm als Lehnsmann von Timur die westanatolische Hauptstadt Bursa und heiratete im Jahr 1403 eine Tochter von Mircea I., die 1408 starb. Neben ihm selbst beanspruchten den Thron auch İsa Çelebi in Balıkesir, Mehmed Çelebi in Amasya und Süleyman Çelebi in Edirne.
Es kam zu einer ersten Schlacht zwischen İsa und Musa, die Musa verlor, der Bursa deshalb aufgeben musste. Musa suchte Schutz im Fürstentum Germiyan, wo er abwarten wollte, bis sich eine günstige Gelegenheit zum Gegenangriff böte. Doch ein Bruder kam ihm zuvor: Im Jahr 1406 besiegte Mehmed İsa und wurde alleiniger Herrscher in Anatolien. Mehmed und Musa trafen sich in Kırşehir in Zentralanatolien. Sie formierten eine Allianz gegen Süleyman, der immer noch über Rumelien herrschte. Auch die meisten anatolischen Beyliks unterstützten inzwischen Mehmed. Musa ging über das Schwarze Meer nach Europa und verbündete sich dort mit dem walachischen Herrscher Mircea I. Süleyman musste nun an zwei Fronten kämpfen. Im Westen bedrohte ihn sein Bruder Musa, im Osten rückte Mehmed vor. Die Strategie ging auf: Süleyman gab seine Hoffnungen auf eine Eroberung von Anatolien auf. Er besiegte Musa in den Schlachten von Kosmidion und Edirne. Trotz der Niederlagen setzte Musa seine Hit-and-Run-Strategie bis 1410 fort. Inzwischen verlor Süleyman immer mehr seiner Verbündeten  und auch seine Janitscharen begannen zu desertieren. Im Jahr 1411 hatte Musa schließlich Erfolg und eroberte Edirne. Der besiegte Süleyman versuchte nach Byzanz zu fliehen, wurde jedoch gestellt und am 18. Februar 1411 getötet. Musa wurde damit zum Teilherrscher des Osmanischen Reiches.
Musa erklärte sich zum Sultan des europäischen Teils des Reiches, während Mehmed Musa als bloßen Vasallen betrachtete. Musa belagerte bald das byzantinische Konstantinopel als Vergeltung für die Unterstützung von Manuel II. Palaiologos für Süleyman. Der byzantinische Kaiser bat Mehmed um Unterstützung und die beiden schmiedeten eine Allianz gegen Musa. Bald zog Mehmed gegen seinen Bruder. In den Jahren 1411 und 1412 stießen Mehmeds Streitkräfte auf Musas und beide Male siegte Mehmed. Im Jahr 1412 heiratete Musa eine Tochter von Carlo I. Tocco, dem späteren Despoten von Epirus.
Im Jahr 1413 erhielt Mehmed zusätzlich die Unterstützung des serbischen Monarchen Stefan Lazarević und die des Fürstentums der Dulkadiriden sowie einiger Generäle von Musas Armee. Musa wurde in der Schlacht von Çamurlu bei Samokov schließlich vernichtend geschlagen. Verletzt und auf der Flucht wurde Musa am 5. Juli 1413 gestellt und erdrosselt.

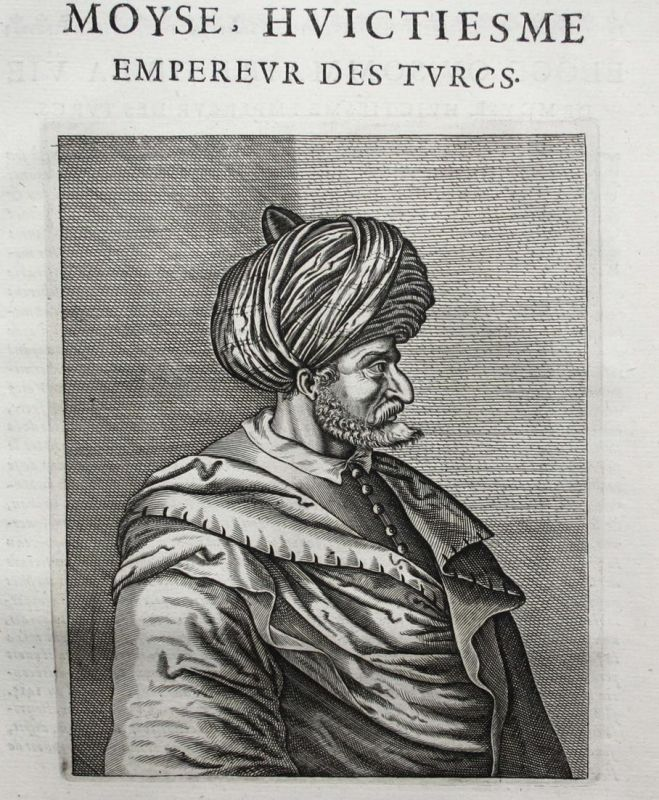
Musa von Thomas Artus in Histoire des Turcs (17. Jahrhundert)

Musas Tod beendete das Osmanische Interregnum. Mehmed Çelebi bestieg als Mehmed I. den Sultansthron. Im Jahr 1416 führte Scheich Bedreddin, einer von Musas ehemaligen Verbündeten und kazasker, eine Rebellion gegen Mehmed an, die allerdings niedergeschlagen wurde.